# Wie ich lernte, bei mir selbst Kind zu sein (Film)
Wie ich lernte, bei mir selbst Kind zu sein ist ein österreichischer Coming-of-Age-Film von Rupert Henning aus dem Jahr 2019 mit Karl Markovics, Valentin Hagg und Sabine Timoteo. Das Drehbuch von Uli Brée und Rupert Henning basiert auf der 2008 erschienenen gleichnamigen Erzählung mit autobiografischen Zügen von André Heller. Die Premiere erfolgte am 20. Februar 2019 im Wiener Gartenbaukino. Der österreichische Kinostart erfolgte am 1. März 2019. In Deutschland kam der Film am 25. April 2019 in die Kinos. Die Erstausstrahlung war am 2. Mai 2020 im Hauptabendprogramm des ORF und am 5. Februar 2021 auf Arte. Im Ersten wurde der Film erstmals am 18. April 2021 gezeigt.

## Handlung
Der zwölfjährige Paul Silberstein entstammt einer altösterreichischen Zuckerbäckerdynastie. Paul ist gebildet und sprachgewandt und wächst im Österreich der späten 1950er-Jahre in wohlhabenden, aber an gegenseitiger Zuneigung armen Familienverhältnissen auf. Sein Vater Roman Silberstein ist ein zum Katholizismus konvertierter jüdischer Wiener Süßwarenfabrikant und ein exzentrischer und despotischer Patriarch, der als überzeugter Gegner von Adolf Hitler von den Nationalsozialisten ins Exil getrieben wurde. Nach seiner Rückkehr versucht er sich zu rächen, sein Zorn wandelt sich in bitteren Zynismus, den er an seiner Frau und seinen Kindern auslässt.
Nur sein jüngster Sohn Paul wagt es sich ihm zu widersetzen, sein Vater verbannt ihn daraufhin in das jesuitische Internat Attweg. Für Paul stellt das Internat ein Gefängnis dar, aus dem er versucht mit Hilfe seiner Fantasie und Träumen in seine eigene Welt zu entfliehen. Eines Tages erscheint seine unnahbare Mutter unerwartet im Kollegium und informiert ihn über den Tod des Vaters. Bei dessen Begräbnis trifft er auf seine drei Onkel: Onkel „Louis“ aus Louisiana, Onkel „Bel“ aus Belfast und Onkel Monte aus Montevideo. In der Folge erfährt er mehr über die Familiengeschichte der Silbersteins und lernt seinen Vater und dessen Biographie etwas besser kennen und verstehen.

## Produktion

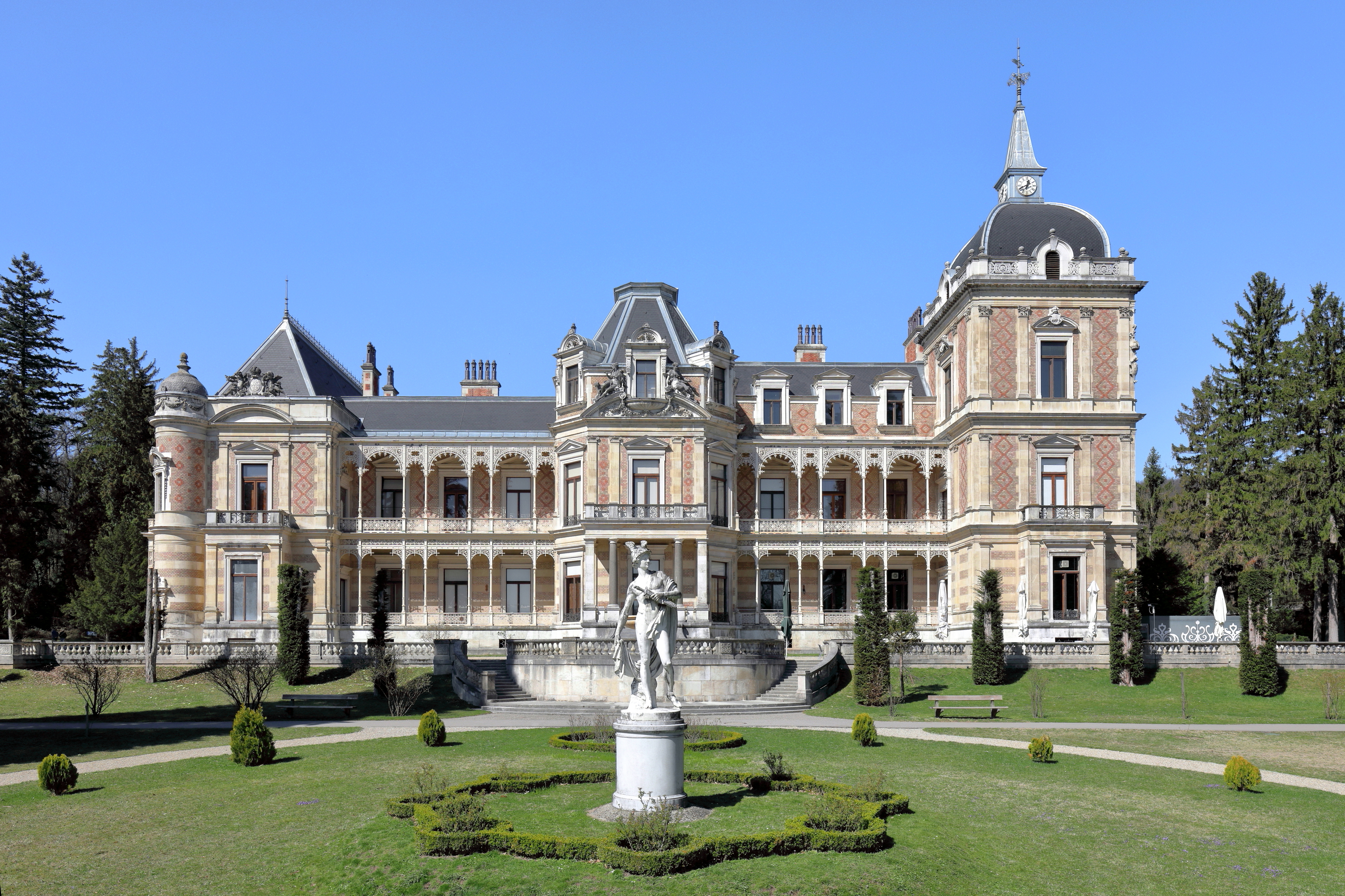
Einer der Drehorte: Die Hermesvilla

Die Dreharbeiten fanden von September bis November 2017 statt, gedreht wurde in Oberösterreich, Wien und Tschechien. Als Drehort für das Kollegium Attweg diente Stift Sankt Florian und für die Villa Silberstein die Hermesvilla im Lainzer Tiergarten in Wien-Hietzing. Die Hellers dagegen wohnten in einem Haus von Adolf Loos in der Nähe von Tiergarten Schönbrunn. Die Szenen in der Bibliothek wurden im Palais Fürstenberg aufgenommen. Gedreht wurde außerdem in Gmunden.
Unterstützt wurde der Film vom Österreichischen Filminstitut, vom Filmfonds Wien, von Filmstandort Austria und vom Land Oberösterreich, beteiligt waren der Österreichische und der Saarländische Rundfunk sowie Arte. Produziert wurde der Film von der Dor Film.
Für Ton und Sounddesign zeichneten Moritz Fritsch und Ingo Pusswald verantwortlich, für das Kostümbild Christine Ludwig, für das Szenenbild Katharina Wöppermann und für die Maske Helene Lang und Roman Braunhofer. Das Budget betrug rund vier Millionen Euro.

## Rezeption
Barbara Petsch befand in der Tageszeitung Die Presse, dass der Film tragischer als das Buch wirken würde, das auch komische Passagen habe. Das Buch sei auch deshalb besser, weil es ein Sprachmuseum darstelle. Der Film sei zwar recht lang, aber nicht zu lang geraten. Manche Bilder würden an Visconti erinnern, anderes an Herzmanovsky-Orlando. Sie urteilte: „Alles in allem: Sehenswert für Freunde des Kunstfilms, es gibt von diesen verträumten Kreationen zu wenige.“
Sabrina Lohinger bezeichnete den Film in TV-Media als „ein auf eigenartige Weise berührendes Drama“. Auch der Humor würde nicht zu kurz kommen. Ihr Fazit: „Ein schön inszenierter, berührender, aber um eine halbe Stunde zu langer Film.“
Thomas Fanta meinte in der Wiener Zeitung, dass es sowohl beim Buch als auch der Verfilmung schwer sei, zwischen Wirklichkeit und Erfindung zu unterscheiden. „Am besten, man trennt die Geschichte vom Namen Heller, betrachtet sie als ungewöhnliche, düstere Coming-of-Age-Selbstfindung. Gespielt wird jedenfalls erstklassig.“
Die Erstausstrahlung im ORF am 2. Mai 2020 verfolgten 515.000 Zuseher.

## Auszeichnungen und Nominierungen

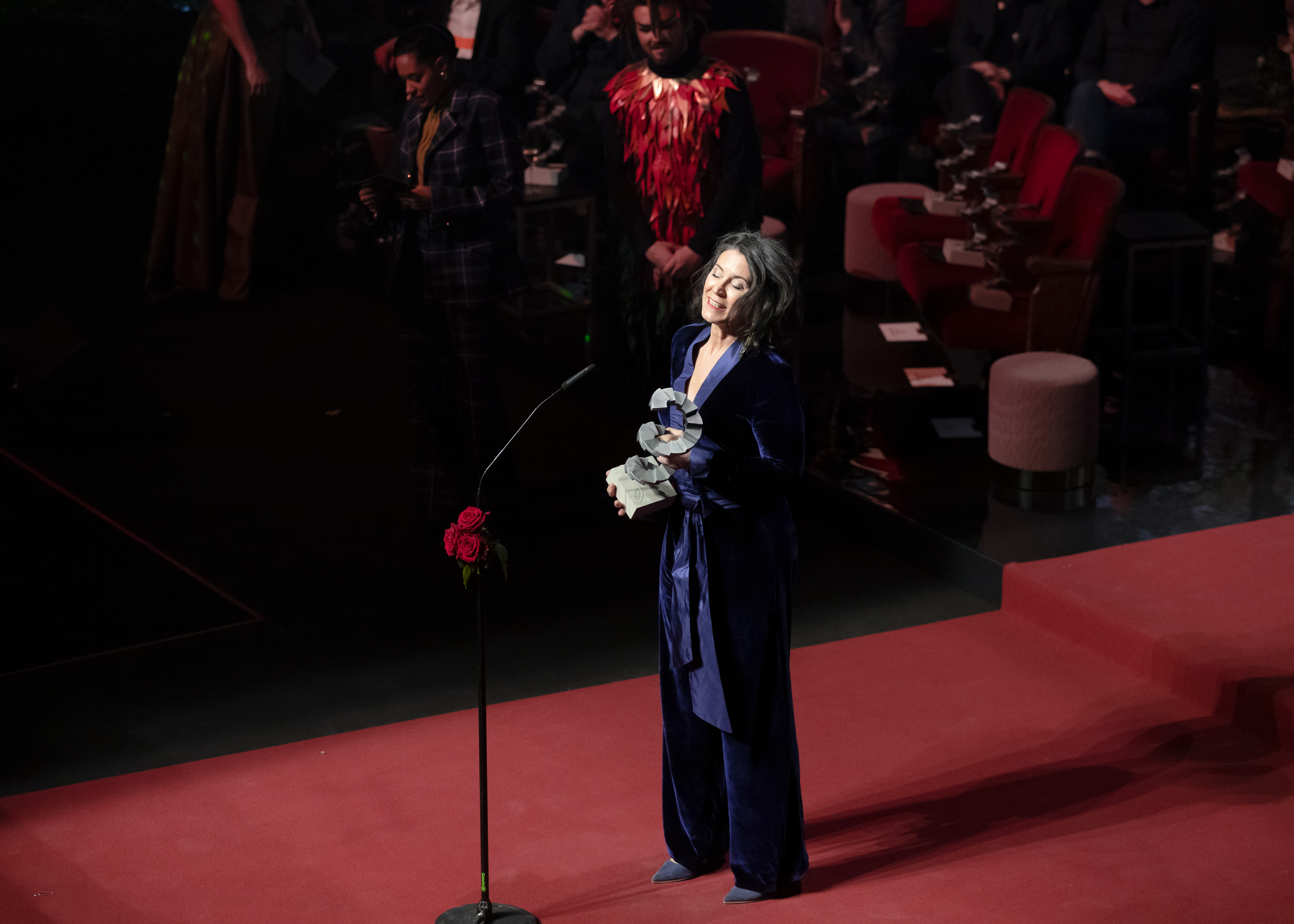
Christine Ludwig mit dem Österreichischen Filmpreis 2020

Deutsche Film- und Medienbewertung (FBW)
- Prädikat „besonders wertvoll“[17]

Österreichischer Filmpreis 2020
- Nominierung in der Kategorie Bester männlicher Darsteller (Valentin Hagg)[18]
- Auszeichnung in der Kategorie Bestes Kostümbild (Christine Ludwig)
- Nominierung in der Kategorie Beste Maske (Helene Lang und Roman Braunhofer)

Romyverleihung 2020
- Nominierung in der Kategorie Bestes Buch Kinofilm (Uli Brée und Rupert Henning)[19]